# Орден Морских заслуг (Бразилия)
Орден Морских заслуг — действующая государственная награда Бразилии.

## История и описание
Орден создан указом президента Жетулиу Варгаса от 11 июля 1934 года № 24659. Предназначен для награждения за заслуги перед Бразилией, связанные с Военно-морским флотом, лиц обоего пола, военных и гражданских, граждан Бразилии и иностранцев, а также соединений и учреждений. Для награждения за заслуги, связанные с Сухопутными войсками, существует орден Военных заслуг.

## Классы ордена
Орден имеет пять классов.
- Большой крест предназначен для награждения глав иностранных государств и членов правящих королевских домов.
- Класс Великий офицер предназначен для награждения военных министров, начальников военно-морских флотов, и военачальников в чине не ниже вице-адмирала.
- Класс Командор предназначен для награждения прочих бразильских и иностранных адмиралов и генералов.
- Класс Офицер предназначен для старших офицеров.
- Класс Кавалер для прочих военнослужащих.
- При награждении гражданских лиц учитывается примерная корреляция занимаемого ими положения с военными чинами.
- При награждении военно-морского соединения, орден крепится к знамени.

## Внешний вид ордена
Лента ордена красная, с серо-голубой полосой посередине.

Знак ордена представляет собой крест, покрытый белой эмалью, в центре креста в круглом медальоне аллегория Республики, окруженная надписью «MÉRITO NAVAL» («Морские заслуги»). На обратной стороне написано слово «BRASIL» («Бразилия»). Между концами креста находятся четыре якоря. Знаки первых четырех степеней золотые (позолоченные), знак кавалера — серебряный.

Звезды ордена восьмиконечные, на лучи звезд наложен крест аналогичный знаку ордена. Звезда Большого креста — позолоченная, звезда Великого офицера — серебряная.

## Правила ношения
Большой крест — знак на широкой ленте через правое плечо, звезда на правой стороне груди;

Великий офицер — знак на шейной ленте, звезда на правой стороне груди;

Командор — знак на шейной ленте;

Офицер — знак на ленте с розеткой на левой стороне груди;

Кавалер — знак на ленте на левой стороне груди.
| Орденские планки        |                |          |        |         |
| Кавалер Большого креста | Великий офицер | Командор | Офицер | Кавалер |